# چیریونویوک
چیریونویوک (به اسپانیایی: Chiriunuyoc) یک کوه در پرو است که در استان کیسپیکانچی واقع شده‌است. چیریونویوک ۴٬۸۰۰ متر بالاتر از سطح دریا واقع شده‌است.